# Кучкуны (платформа)
«Кучкуны́» (бел. Кучкуны́) — остановочный пункт в Столбцовском районе Минской области. Железнодорожная платформа находится между платформой Отцеда и Тёмные Ляды, в 1.5 километра от одноимённой деревни и в двух-трёх километрах от магистрали М1.